# La Danse (Carpeaux)
Pour les articles homonymes, voir La Danse.
La Danse est un groupe en haut-relief en pierre réalisé par Jean-Baptiste Carpeaux en 1869 dans le cadre d'une commande de quatre œuvres destinées à orner la façade de l'opéra Garnier à Paris.

## Historique
Trois ans après avoir remporté à la surprise générale le chantier de l'Opéra, qui aujourd'hui porte son nom, Charles Garnier proposa à Jean-Baptiste Carpeaux, son ancien camarade de la Petite-École, et désormais prix de Rome, la réalisation de l'une des quatre sculptures de la façade de l'édifice, soit de gauche à droite :
- L'Harmonie de François Jouffroy (avec ses palmes) ;
- La Musique instrumentale d'Eugène Guillaume (avec ses instruments de musique) ;
- La Danse de Jean-Baptiste Carpeaux ;
- Le Drame lyrique de Jean-Joseph Perraud (avec sa victime agonisante).

Carpeaux en fait de nombreuses esquisses durant trois années, prenant pour modèles les danseuses et actrices du Palais Royal. Le modèle définitif date de 1868 et la taille en pierre de l'Échaillon est achevée une année plus tard.
Indécis quant au sexe du Génie de la Danse, figure centrale du groupe, Carpeaux emprunta à Sébastien Visat (1837-1914), menuisier, son corps, et à la princesse Hélène von Dönniges Racowitza (1843-1911), son sourire.

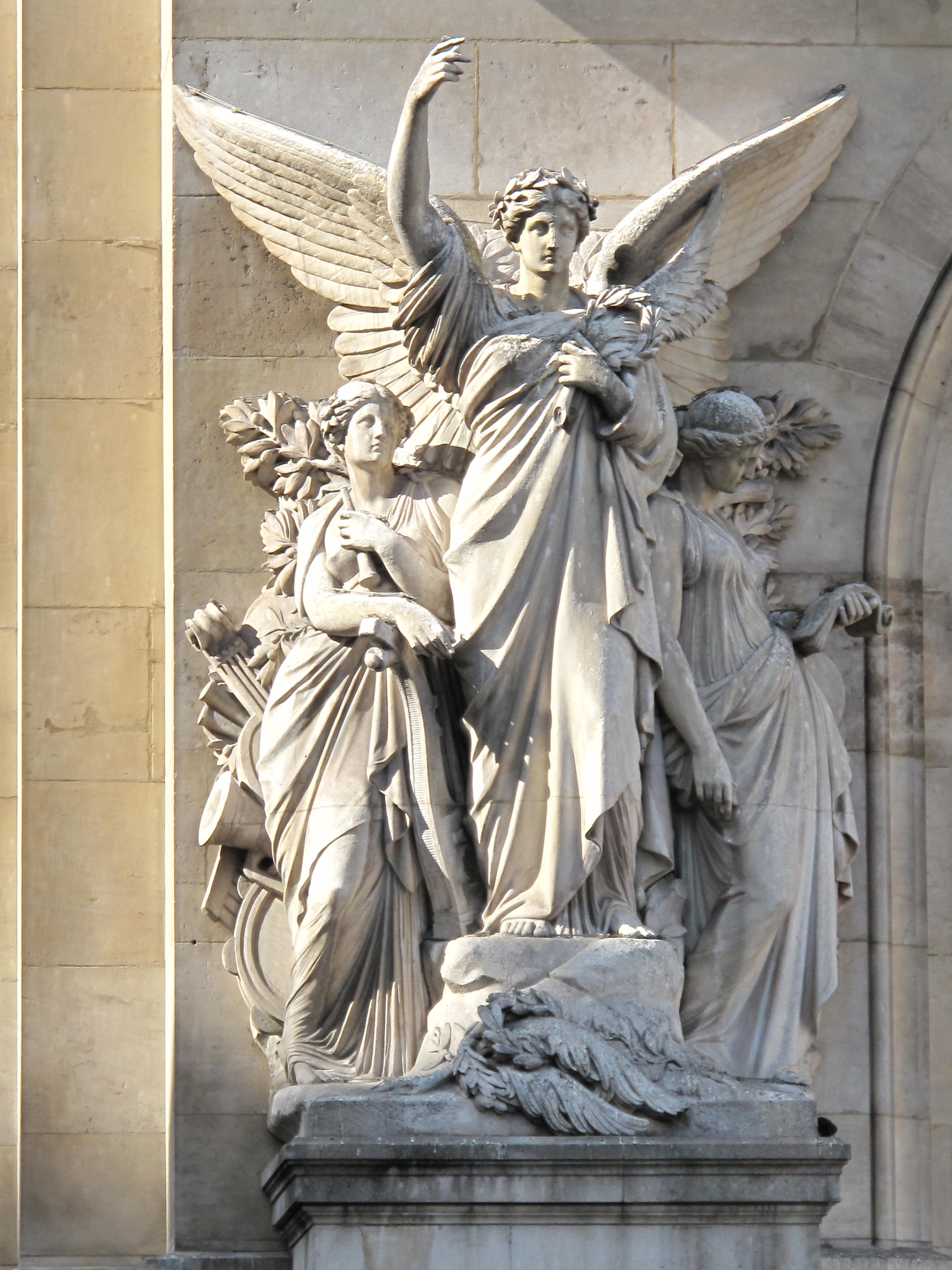
L'Harmonie de François Jouffroy (avec ses palmes).
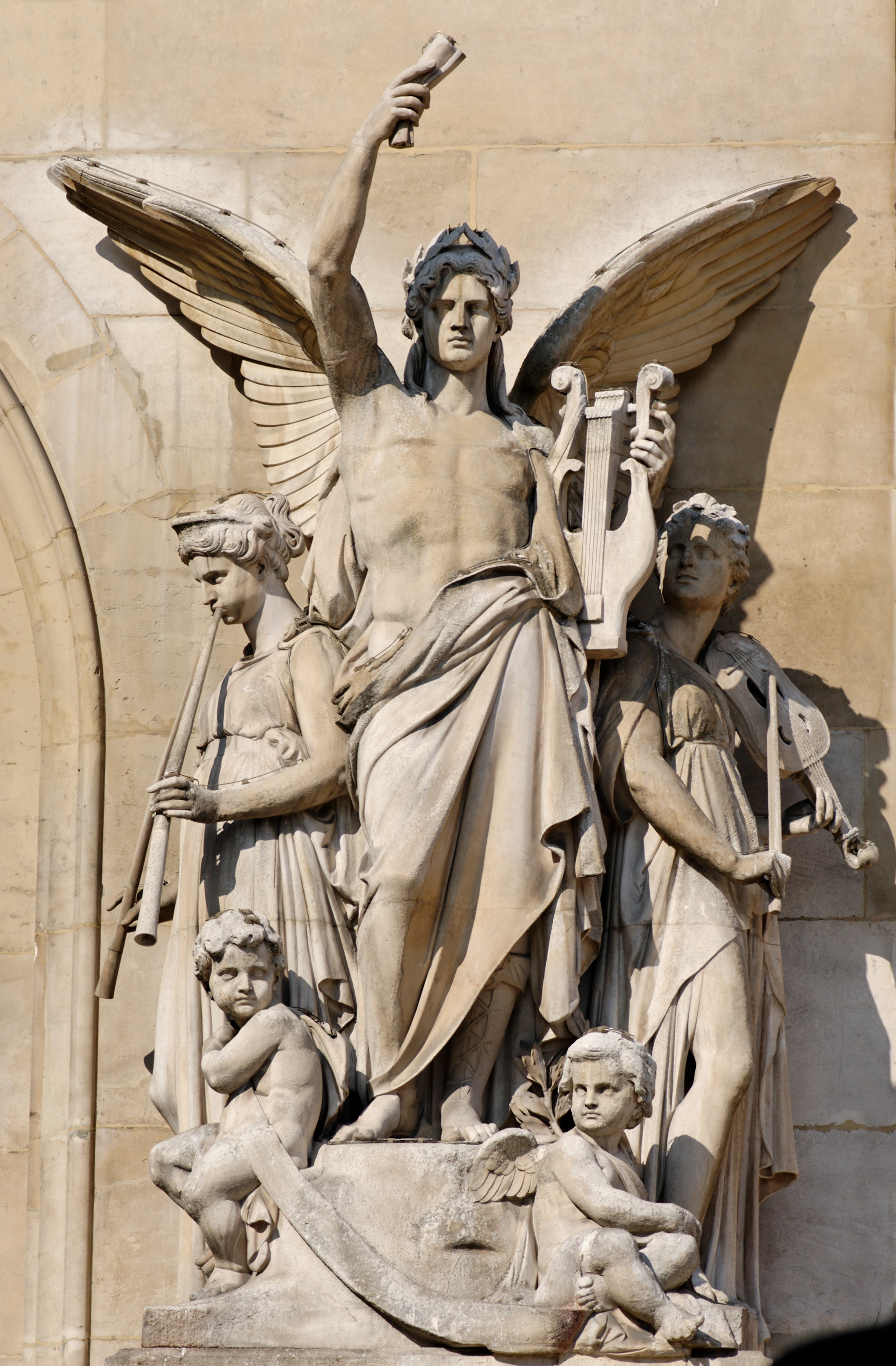
La Musique instrumentale d'Eugène Guillaume (avec ses instruments de musique).
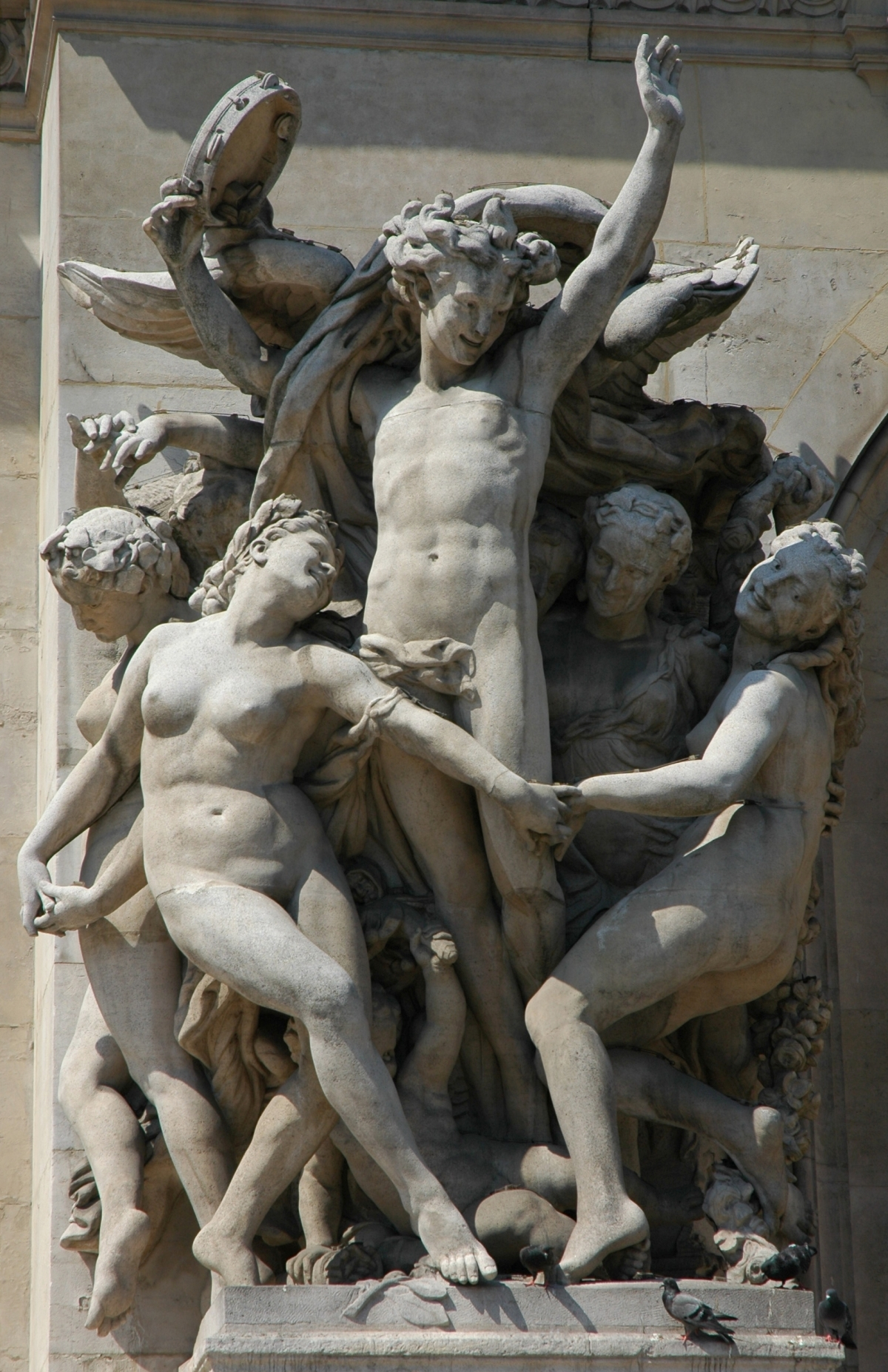
La Danse de Jean-Baptiste Carpeaux (copie de Paul Belmondo)
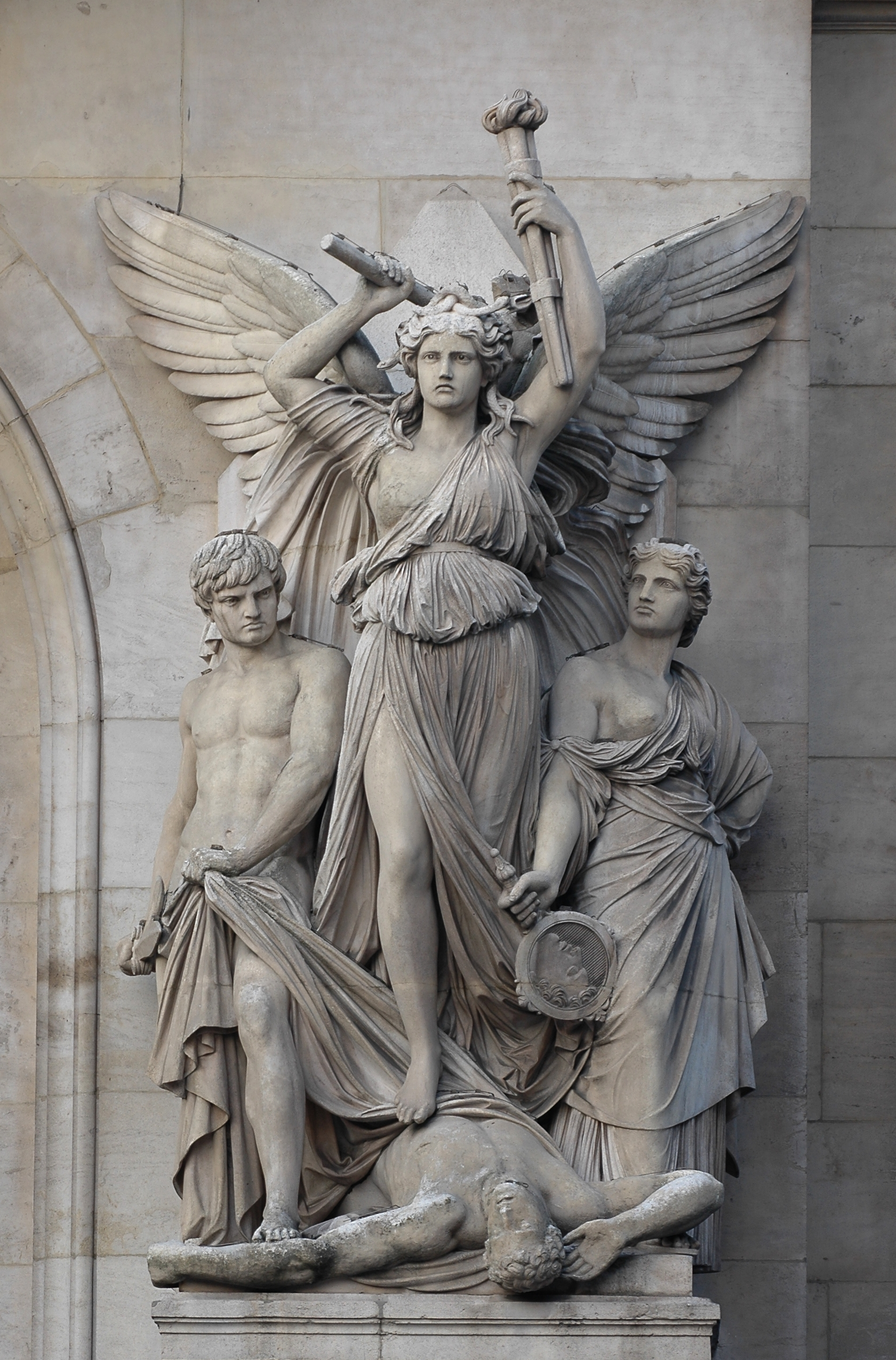
Le Drame lyrique de Jean-Joseph Perraud (avec sa victime agonisante).

## Réception critique

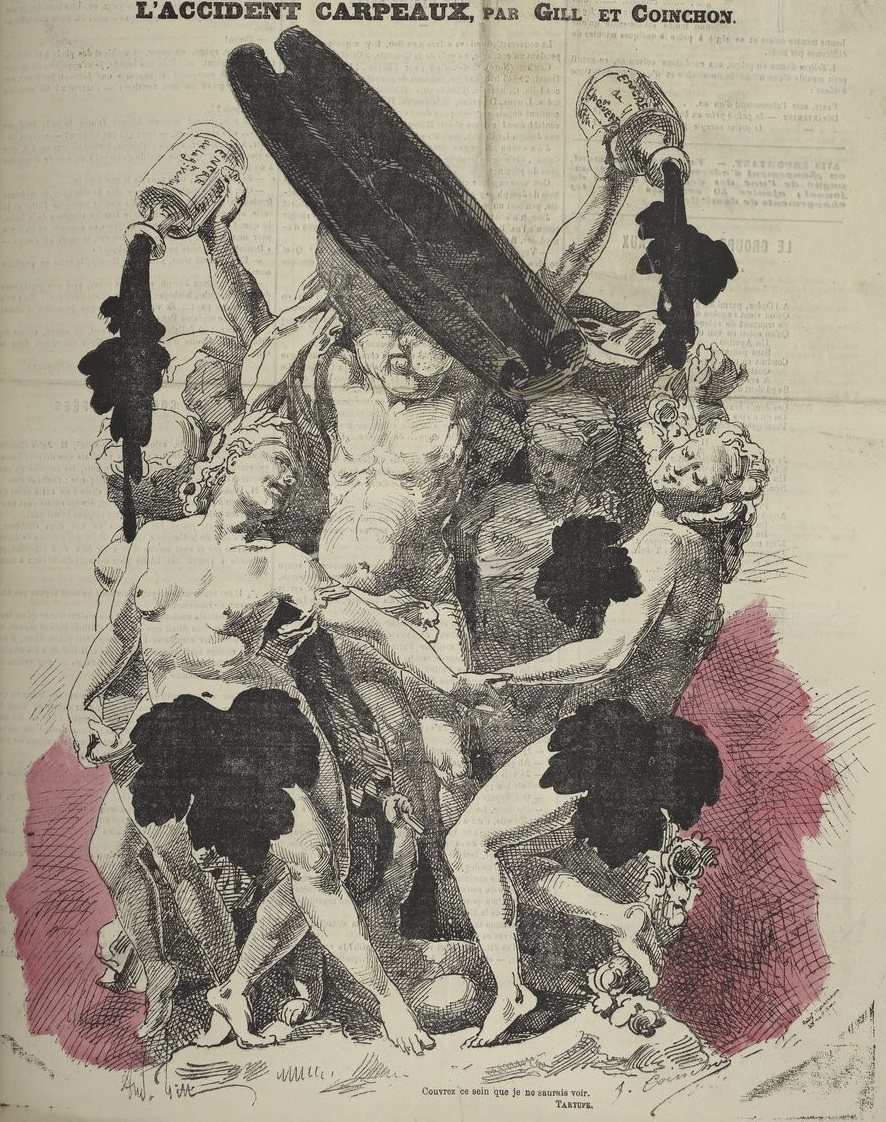
Caricature d'André Gill et Albert Coinchon (L'Éclipse, 11 septembre 1869). Occupant la place du génie de la danse, le vandale, coiffé d'un chapeau de curé, a un gros nez grêlé rappelant celui du journaliste catholique Louis Veuillot.

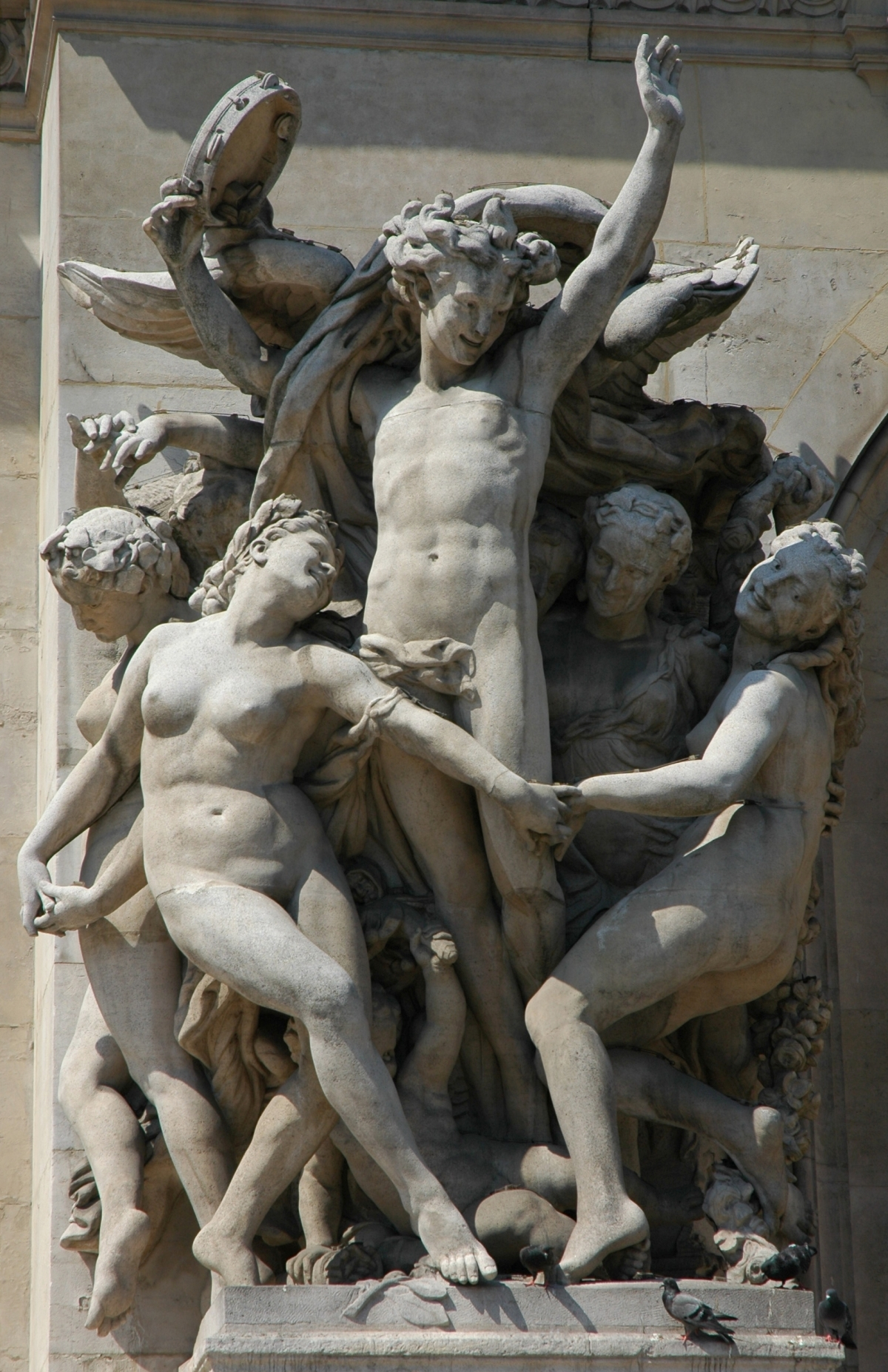
La Danse, Paris, façade de l'opéra Garnier. Copie d'après Carpeaux (1963).

Le groupe de La Danse est constitué d'un jeune homme souriant dressé debout jouant du tambourin et de plusieurs bacchantes tournant et dansant nues autour de lui.
Découverte au public le 27 juillet 1869, le groupe provoqua tout de suite le scandale, principalement en raison de la nudité des personnages et du traitement réaliste de la composition. Un passionné d'opéra témoigna : « J'ai une femme et des filles passionnées de musique et qui vont souvent à l'Opéra. Cela leur sera impossible désormais, car jamais je ne consentirai à les mener dans un monument dont l'enseigne est celle d'un mauvais lieu ».
Dans la nuit du 26 au 27 août 1869, une main anonyme lança un encrier rempli d'encre noire sur le groupe, dont l'original porte la trace, même si une solution a été trouvée par le chimiste Tristan Esquiron pour redonner à la pierre sa blancheur, en grande partie. 
L'opinion publique, par voie de presse et diverses pétitions, demanda le retrait de l'œuvre. Garnier proposa de déplacer la statue et de l'installer au foyer de la danse, mais les demoiselles du corps de ballet s'y opposèrent en signant elles aussi une pétition. Napoléon III était sur le point d'accepter en faisant commander une nouvelle sculpture à Gumery, mais la guerre de 1870 sauva l'œuvre.

## La copie (1963)
Afin de le protéger de la pollution atmosphérique, le groupe original est transféré au musée du Louvre en 1964 , puis au musée d'Orsay en 1986. Une copie réalisée en 1963 par le sculpteur Jean Juge (1898-1968), commanditée par l'atelier de Paul Belmondo, se trouve à sa place sur la façade du palais Garnier. 